# Рябоконь, Владимир Александрович
Рябоконь Владимир Александрович (род. 8 марта 1938, Кривой Рог, Днепропетровская область) — советский деятель органов государственной безопасности, генерал-майор (1984). Депутат Совета национальностей Верховного совета СССР XI созыва (1984—1989).

## Биография
Родился 8 марта 1938 года в городе Кривой Рог в семье рабочего. Украинец.
В 1954 году поступил и в 1959 году окончил Криворожский горнорудный институт, после чего начал работать инженером группы механических испытаний энерголаборатории горнорудного треста «Дзержинскруда» (Кривой Рог).
С августа 1960 года — 1-й секретарь Центрально-Городского райкома ЛКСМ Украины (Кривой Рог). Член КПСС с июля 1961 года.
С ноября 1961 года — инженер-конструктор и мастер криворожского участка предприятия «Промэнергоремонт», с апреля 1962 года — инженер, старший инженер отдела внедрения и испытания новых машин, старший инженер конструкторского отдела института по проектированию и конструированию машин для горнорудной промышленности «Гипрорудмаш» (Кривой Рог), одновременно — не освобождённый секретарь комитета комсомола этого института.
С октября 1964 года на партийной работе: инструктор организационного отдела, с декабря 1966 года — заведующий промышленно-транспортным отделом Криворожского горкома КП Украины.
С апреля 1968 года — оперуполномоченный отделения в УКГБ при Совете министров Украинской ССР по Днепропетровской области, с 1968 года — начальник отдела по городу и железнодорожной станции Кривой Рог.
В августе 1973 — сентябре 1982 года — заместитель председателя КГБ при Совете министров Украинской ССР по кадрам — начальник отдела кадров, в сентябре 1982 — декабре 1985 года — заместитель председателя КГБ Украинской ССР.
С 12 декабря 1985 по 16 января 1989 года — Председатель КГБ Киргизской ССР.
С 10 января 1988 года доизбран депутатом Совета Национальностей Верховного Совета СССР XI созыва (1984—1989) по Ошскому городскому избирательному округу № 340. Делегат XXVII съезда КПСС (25 февраля — 6 марта 1986), делегат XVIII съезда КП Киргизской ССР (23—24 января 1986).
В 1990 году вышел в отставку.
В 1992—1993 годах — заместитель генерального директора совместного предприятия «МДМ-ИНК».
С 1993 года работал в структуре Московского коммерческого банка «Москомприватбанк» — заместитель председателя правления, с мая 1994 года — председатель правления, с 2001 года — председатель совета директоров.

## Награды
- Орден Красной Звезды;
- Почётный сотрудник госбезопасности;
- 9 медалей.